# Nabytí
Nabytí (latinsky adquisitio) je právnický termín, kterým se označuje vznik subjektivního práva či povinnosti konkrétnímu subjektu (nabyvateli), v případě odvozeného (derivativního) nabytí díky jeho přechodu ze zcizitele.

## Rozlišování nabytí
Římské právo dělilo nabývací způsoby dle způsobu jejich vzniku do několika kategorií, což se zachovalo dodnes:
- nabytí původní, originární (originaria adquisitio) – vznik nového, původního práva nezávisle na právech kohokoli jiného, typicky např. okupace věci
- nabytí odvozené, derivativní – vznik práva přenesením práv z jednoho subjektu na druhý, např. dohodou; předchozí majitel práva (který ho převádí) se označuje jako auktor (auctor) a dále se v tomto případě rozlišuje:
  - nabytí translativní (sukcese, successio) – auktor převádí na nabyvatele právo ve stejném rozsahu, jaký měl on sám, a nabyvatel nastupuje do stejné pozice, jakou před tím měl jeho auktor; zde se ještě rozlišuje:
    - sukcese singulární – právní nástupce vstupuje jen do jednoho určitého práva či povinnosti
    - sukcese univerzální – převzetí všech práv a povinností právního předchůdce, především v případě dědění

  - nabytí konstitutivní – auktor převádí jen část svého práva (např. zřizuje služebnost)